# Europese kampioenschappen boksen vrouwen 2005
De Europese kampioenschappen boksen 2005 vonden plaats van 8 tot en met 15 mei 2005 in Tønsberg, Noorwegen. Het toernooi werd georganiseerd onder auspiciën van EABA. In deze vierde editie van de Europese kampioenschappen boksen voor vrouwen streden 100 boksers uit 18 landen om de medailles in dertien gewichtscategorieën.

## Medailles
| Gewichtsklasse              | Goud                | Zilver           | Brons                                 |
| --------------------------- | ------------------- | ---------------- | ------------------------------------- |
| Minimumgewicht (– 46 kg)    | Elena Sabitova      | Camelia Negrea   | Oksana Shtakun Derya Aktop            |
| Lichtvlieggewicht (– 48 kg) | Olesya Gladkova     | Laura Tosti      | Steluța Duță Monika Csik              |
| Vlieggewicht (– 50 kg)      | Simona Galassi      | Hasibe Özer      | Nelly Onishchenko Viktoria Usatchenko |
| Supervlieggewicht (– 52 kg) | Sofia Ochigava      | Sumeyra Kaya     | Maarit Teuronen Viktoria Rudenko      |
| Bantamgewicht (– 54 kg)     | Karolina Michalczuk | Seda Aygun       | Mihaela Cijeschi Ludmila Hrytsay      |
| Vedergewicht (– 57 kg)      | Myriam Chomaz       | Henriette Kitel  | Nagehan Gul Josefine Tengroth         |
| Lichtgewicht (– 60 kg)      | Katie Taylor        | Eva Wahlström    | Gulsum Tatar Ingrid Egner             |
| Halfweltergewicht (– 63 kg) | Cecilia Brækhus     | Yulia Nemtsova   | Larisa Pop Kiymet Karpuzoglu          |
| Weltergewicht (– 66 kg)     | Irina Sinetskaya    | Yvonne Rasmussen | Olexandra Kozlan Yeliz Yesil          |
| Halfmiddengewicht (– 70 kg) | Karolina Łukasik    | Siren Søraas     | Nurcan Carkci Natalia Perchrest       |
| Middengewicht (– 75 kg)     | Anna Laurell        | Maria Yavorskaya | Emine Ozkan Anita Ducza               |
| Halfzwaargewicht (– 80 kg)  | Galina Ivanova      | Ewa Piwowarska   | Selma Yagci Gabriela Mitran           |
| Zwaargewicht (– 86 kg)      | Adriana Hosu        | Mária Kovács     | Anna Zyelyuk Paulina Szmidt           |

## Medaillespiegel
| Plaats | Land       | Goud | Zilver | Brons | Totaal |
| 1      | Rusland    | 4    | 3      | 1     | 8      |
| 2      | Polen      | 2    | 1      | 1     | 4      |
| 3      | Italië     | 2    | 0      | 0     | 2      |
| 4      | Noorwegen  | 1    | 2      | 1     | 4      |
| 5      | Roemenië   | 1    | 1      | 4     | 6      |
| 6      | Zweden     | 1    | 0      | 1     | 2      |
| 7      | Frankrijk  | 1    | 0      | 0     | 1      |
| 7      | Ierland    | 1    | 0      | 0     | 1      |
| 9      | Turkije    | 0    | 3      | 8     | 11     |
| 10     | Hongarije  | 0    | 1      | 2     | 3      |
| 11     | Finland    | 0    | 1      | 1     | 2      |
| 12     | Denemarken | 0    | 1      | 0     | 1      |
| 13     | Oekraïne   | 0    | 0      | 7     | 7      |
| Totaal | Totaal     | 13   | 13     | 26    | 52     |

## Deelnemende landen
Er deden 100 boksers uit 18 landen mee aan het toernooi.
- Denemarken
- Engeland
- Finland
- Frankrijk
- Griekenland
- Hongarije
- Ierland
- Italië
- Litouwen
- Nederland
- Noorwegen
- Oekraïne
- Polen
- Roemenië
- Rusland
- Tsjechië
- Turkije
- Zweden